# Nobuhito Toriizuka
Nobuhito Toriizuka (鳥居塚 伸人 Toriizuka Nobuhito?, nacido el 7 de agosto de 1972 en Gunma) es un exfutbolista japonés. Jugaba de centrocampista y su último club fue el Thespa Kusatsu de Japón.

## Trayectoria

### Clubes
| Club                | País  | Año         |
| ------------------- | ----- | ----------- |
| Cosmo Oil Yokkaichi | Japón | 1995 - 1996 |
| Consadole Sapporo   | Japón | 1997 - 1998 |
| Tonan SC            | Japón | 1999 - 2002 |
| Thespa Kusatsu      | Japón | 2003 - 2008 |